# Call of Duty: United Offensive
Call of Duty: United Offensive è una espansione del videogioco Call of Duty. La storia è un sequel del gioco e quest'ultimo è richiesto per utilizzare l'espansione. Sviluppata dalla Gray Matter Interactive con il contributo dei Pi Studios e pubblicata da Activision, come espansione richiede il gioco originale per essere utilizzata. La prima versione venne presentata per Windows il 14 settembre 2004.

## Campagne
- Caporale Scott Riley; Esercito degli Stati Uniti: 101ª Divisione Aviotrasportata.
- Sergente James Doyle; Royal Air Force, Special Operations Executive e Special Air Service.
- Soldato Yuri Petrenko; Armata Rossa: 67ª Divisione Fucilieri della Guardia, 5ª Armata Carri della Guardia e 15ª Divisione Fucilieri della Guardia.

## Modalità di gioco
Le modifiche più grandi apportate da United Offensive riguardano l'aspetto multiplayer del gioco. Ci sono nuove mappe molto più grandi di quelle del gioco originale, nuove armi dalla campagna per giocatore singolo, un sistema di classificazione in-game che garantisce bonus aggiuntivi con più punti e veicoli come carri armati e jeep.

### Personaggi
Cpl. Scott Riley è il primo protagonista giocabile di United Offensive nella campagna americana. Riley partecipa all'intera campagna di Bastogne difendendo Bois Jacques, catturando e proteggendo il crocevia e la città di Foy e catturando Noville. Le missioni "Bois Jacques" e "Foy" della campagna di Riley ricordano rispettivamente Bastogne e The Breaking Point, episodi della serie HBO Band of Brothers.
Il sergente James Doyle è il secondo protagonista giocabile in United Offensive, che funge da personaggio giocabile nella campagna britannica. Doyle è un artigliere della Royal Air Force B-17 Flying Fortress che viene abbattuto nei Paesi Bassi durante la prima missione diurna della RAF utilizzando le fortezze. La resistenza olandese, con l'aiuto del maggiore Ingram, un agente della SAS, lo salva prima che venga catturato dai tedeschi. Doyle (ora un agente della SAS) e Ingram vengono quindi inviati in Sicilia con altri agenti della SAS per mettere fuori combattimento diversi enormi cannoni montati sulla scogliera, non dissimili da quelli del film del 1961, I cannoni di Navarone. Doyle ritorna in Call of Duty 3 come il personaggio del giocatore delle sezioni britannico/francese della campagna.
Pvt. Yuri Petrenko è il protagonista sovietico giocabile in United Offensive. Petrenko partecipa aiutando a difendere le trincee sovietiche durante la battaglia di Kursk, mettendo in sicurezza le strade di Ponyri, distruggendo l'armatura tedesca a Prok e attaccando e difendendo Kharkov fino all'arrivo dei rinforzi sovietici.

### Multigiocatore
United Offensive introduce un sistema di classificazione nel multiplayer. Man mano che i punteggi dei giocatori aumentano, guadagnano gradi. Ogni grado viene generato con nuovi vantaggi/benefici. La modalità multiplayer prevede obiettivi come piazzare o disinnescare esplosivi, distruggere o proteggere obiettivi, catturare o proteggere bandiere e assistere le compagnie di bandiera amiche. I gradi vengono reimpostati su ogni mappa e non sono persistenti.
United Offensive aggiunge tre nuove modalità multiplayer al gioco: Dominio, Cattura la Bandiera e Assalto alla Base.

#### Dominio
L'obiettivo di Dominio è controllare tutti i punti di controllo sulla mappa. Ci sono tre di questi punti di controllo sparsi sulla mappa e di solito si trovano in posizioni strategiche chiave. Per catturare un punto di controllo, un giocatore deve stare vicino ad esso senza nemici nelle vicinanze. Dopo un certo periodo di tempo, l'area viene catturata dalla tua squadra. Ogni volta che una squadra cattura un punto di controllo, aggiunge un punto al proprio punteggio complessivo. Per vincere, una squadra deve avere il punteggio più alto allo scadere del tempo o catturare tutti i punti di controllo sulla mappa.

#### Base Assault
Base Assault richiede alle squadre di utilizzare armi pesanti come carri armati e attacchi di artiglieria per attaccare le basi dei loro avversari e distruggerle. Su ogni mappa, entrambe le squadre hanno tre basi che devono difendere e attaccare. Una volta che un bunker subisce abbastanza danni, non viene distrutto, ma esposto agli attacchi della fanteria. Per distruggere completamente un bunker, un giocatore deve intrufolarsi nel seminterrato di un bunker esposto e piazzare un esplosivo. Quindi devono impedire all'altra squadra di disinnescare l'esplosivo in modo che esploda e distrugga il bunker. Una squadra vince sia distruggendo il maggior numero di bunker prima che scada il tempo, sia distruggendo completamente tutti i bunker della squadra avversaria. In alcune modifiche ai giochi Base Assault, le squadre devono usare solo armi anticarro e cariche a cartella invece di carri armati per distruggere le basi.

#### Cattura la Bandiera
La modalità di gioco più tradizionale è Cattura la bandiera. Ciascuna parte ha una bandiera che deve proteggere. L'obiettivo è rubare la bandiera del nemico e riportarla alla propria base per segnare un punto. Una squadra può segnare solo se ha la bandiera intatta. Ad esempio, se entrambe le squadre prendono le bandiere avversarie contemporaneamente, nessuna delle due squadre può segnare fino a quando una squadra non recupera la propria bandiera. Una squadra vince o catturando la bandiera un certo numero di volte o catturando il maggior numero di bandiere alla fine della partita. Una selezione limitata di mappe è disponibile per il gioco CTF.

## Accoglienza
Computer Games Magazine ha presentato la United Offensive con il premio "Expansion of the Year" del 2004. I redattori hanno scritto: "Chiunque apprezzi il Call of Duty originale avrà difficoltà a trovare difetti in questo: se vuoi che un'espansione serva da modello per tutte le altre, questa è quella giusta".  È stato nominato peril premio "Best Expansion Pack" di GameSpot nel 2004, che è andato a Rise of Nations: Thrones and Patriots . 